# Grundwiesenbach
Der Grundwiesenbach ist ein knapp zweieinhalb Kilometer langer, linker und südsüdöstlicher Zufluss der Steinach in der Schweinfurter Rhön (Hesselbacher Waldland) auf dem Gebiet der Gemeinde Schonungen im unterfränkischen Landkreis Schweinfurt.

## Geographie

### Verlauf
Der Bach bildet sich aus zwei Quellbächen, dem von links und Süden kommenden Gründleinsgraben und dem rechten und östlichen Grundbach.
Nach deren Vereinigung auf einer Höhe von 313 m ü. NHN, knapp 100 m westlich des Schonungener Ortsteils Waldsachsen, unterquert der Grundwiesenbach die Marktsteinacher Straße und fließt in nordwestlicher Richtung durch eine landwirtschaftlich genutzte Zone. Gut 300 m bachabwärts befindet sich eine kleine Kläranlage.
Der Bach läuft, begleitet von einer Baumgalerie und der Kreisstraße SW 24, in westlicher Richtung und dreht dann nach Nordwesten. Er passiert ein Wegekreuz, fließt nordöstlich des Galgenberges (367 m ü. NHN) durch ein enges bewaldetes Tal und wird dann auf seiner rechten Seite von einem Bächlein aus der Flur Goldgraben gespeist. Etwas weiter nördlich unterquert er einen kleinen Steinbruch.
Der Grundwiesenbach läuft nun durch Grünland, unterquert noch die Staatsstraße 2266  (Marktsteinacher Hauptstraße) und mündet schließlich am Südwestrand des Schonunger Ortsteils Marktsteinach in der Nähe der Rotmühle auf einer Höhe von 250 m ü. NHN von links in die von Nordosten kommende Steinach.

### Zuflüsse
- Bach aus der Flur Goldgraben (rechts)